# Familjen Gotti
Familjen Gotti (originaltitel: Growing Up Gotti) var en amerikansk dokusåpa.

## Bakgrund
Serien följde Victoria Gotti, dotter till den framlidne maffiabossen John Gotti, och hennes tre söner Carmine Gotti Agnello, John Gotti Agnello och Frank Gotti Agnello.
Handlingen kretsade runt Victoria som ensamstående mamma, och hennes försök att uppfostra sina söner och handskas med familjens inkompetenta hemhjälp. Andra viktiga delar i handlingen var familjens parvenya livsstil, där Victoria bland annat sågs muta sina söner med dyra smycken för att de skulle låta henne åka på skidsemester, samt Victorias många misslyckade försök att hitta en ny man.
Produktionsbolaget A&E fick kritik för Familjen Gotti, då många menade att man glorifierat ett liv finansierat av blodspengar genererat av maffiabossen John Gotti. Det ovårdade språket som förekom samt att familjen som helhet var dysfunktionell var andra detaljer som fick kritik.

## Nedläggning
På grund av låga tittarsiffror lades serien ned i slutet av år 2005. Sammanlagt producerades tre säsonger. Då serien var som populärast sågs den av ungefär 3,2 miljoner personer per avsnitt, vilket skall sättas i kontrast till ca 800 000 tittare under den sista säsongen. I Sverige har serien visats av Kanal 5.
1. ↑  Growing Up Gotti (på engelska), Variety, 1 augusti 2004, läs online.[källa från Wikidata]